# Mark Beaumont
Mark Beaumont (* 1. ledna 1983) je skotský cyklista. V letech 2007 až 2008 objel na kole Zemi (celkem 29 446 kilometrů), což zvládl za 194 dní a 17 hodin. Tím se zapsal do Guinnessovy knihy rekordů, ale již v roce 2009 byl překonán jinou osobou. V roce 2010 absolvoval další cestu: vyjel z města Anchorage na Aljašce a ukončil ji v Ushuaia na jihu Argentiny. Při této cestě jej doprovázel štáb televizní stanice BBC, který při něm natáčel televizní sérii.
V roce 2017 se vydal opět na cestu kolem světa. Tentokrát ujel celou trasu s časem 78 dní, 14 hodin a 40 minut, čímž vytvořil nový světový rekord, který platí dodnes.